# Crematogaster hemiceros
Crematogaster hemiceros är en myrart som beskrevs av Santschi 1926. Crematogaster hemiceros ingår i släktet Crematogaster och familjen myror. Inga underarter finns listade i Catalogue of Life.